# Csene
 Csene (románul:  Cenei, németül: Tschene, szerbül Čenej) falu Romániában, a Bánságban, Temes megyében, Csene község központja.

## Nevének változásai
1839-ben Csenej, 1851-ben, 1863-ban Cseney.

## Története
Reiszig Ede Torontál vármegye községei című művében így ír a településről:
Csene, a Bega-csatorna mellett fekvő nagyközség. ... Egyike a vármegye legősibb helységeinek. Legrégibb birtokosa 1221-ben az itebői prépostság volt. A XIV. század elején már a Dorozsma nemzetség birtokában találjuk. Az ez időtájt eszközölt nemzetségi birtokosztály alkalmával a helység egy része Botos Jánosnak, a Harapkai-család ősének a birtokába került. 1330-ban Sárád várának tartozékai között találjuk, melyek ekkor az ugyané nembeli Garaiak birtokai voltak. Az 1332-37. évi pápai tizedjegyzékek szerint ekkor már plébániája is volt. 1479-ben Garai Jób, az alsólendvai Bánffy családból való Alsó-Lendvai Bánffy Miklósnak és Jakabnak adta el. A török hódoltság végszakában, a helység határában 1696. augusztus 26-án a Frigyes Ágost választófejedelem vezérlete alatt álló császáriak és a törökök között véres harc volt, a melyben a császáriak közül 3000-en estek el, köztük gróf Jörger, míg Heitercheini Heissler gróf és Vaudemont herceg halálosan megsebesültek. Valószínűleg ekkor pusztult el a falu, mert még az 1723-25. évi gróf Mercy-féle térképen is, a temesvári kerületben, a lakatlan helyek között találjuk. A XVIII. században kincstári birtok volt. 1820-ban a helységet a Vuchetich-család kapta kárpótlásul horvátországi birtokaiért, amelyet a katonai határőrvidék szervezésekor a határőrök számára lefoglaltak. A családból Vuchetich Miklós cs. kir. udvari káplán telepedett le első ízben Csenén. Itt született 1836 okt. 29-én Vuchetich István zágrábi kanonok. ... A községbeliek hitelszövetkezetet, kaszinót, temetkezési, önkéntes tűzoltó- és lövészegyletet tartanak fenn. A községben egy téglagyár és egy műmalom is van. Ide tartozik: Csárdatelep, Gános-puszta, Gláva-major, Külső szőlők és Szekerestanya.
A trianoni békeszerződésig Torontál vármegye, Csenei járásához tartozott. 2004-ben az addig hozzátartozó Nagykőcse kivált és önálló községgé alakult.

## Népesség
- 1900-ban 7861 lakosából 2768 volt román, 2670 egyéb (1775 szerb, 594  horvát, 6 szlovák), 1947 német és 536 magyar anyanyelvű; 4737  ortodox, 3006 római katolikus, 68 izraelita, 27 református, 12 görögkatolikus, 6 evangélikus és 5 egyéb vallású.
- 2002-ben a 4799 lakosából 3051 fő volt román, 586 szerb, 569 cigány, 435 magyar, 81 német, 68 horvát, 4 ukrán, 3 szlovák, 1 bolgár és 1 zsidó. A lakosságból 3965 fő ortodox, 634 római katolikus, 70 pünkösdista, 39 baptista, 22 görögkatolikus, 22 református és 47 egyéb illetve ateista volt.

## Híres emberek
- Itt született Stefan Jäger (1877-1962) festő.
- Itt született Révai József (1887–1967) piarista tanár, író.
- Itt született Vuchetich Endre (1888-1964) újságíró, író.

## Külső hivatkozások
- Banaterra
- Térkép